# Чарльтон, Фелисити
Фелисити Урсула Хартланд Чарльтон (англ. Felicity Ursula Hartland Charlton, 1913[…], Клифтон, Юго-Западная Англия — 2009) — британская художница, известная сочетанием элементов реализма и фантазии в своих картинах, часто изображающих фигуры в саду. Хотя Чарльтон родилась в Бристоле, большую часть своей жизни она проработала в Уэльсе.

## Биография
Чарльтон родилась в районе Клифтон в Бристоле и училась в Колледже искусств Западной Англии. Там она познакомилась со своим будущим мужем, художником Эваном Чарльтоном, который преподавал в колледже. Фелисити Чарльтон переехала в Уэльс в 1938 году и на протяжении всей Второй мировой войны работала там сельскохозяйственным рабочим. После войны она возобновила свою художественную карьеру и приняла участие в ряде групповых выставок. К ним относятся выставка Совета искусств Уэльса 1949 года «Двадцать пять картин современных валлийских художников», Фестивальная выставка современной валлийской живописи 1951 года и выставка Национальной библиотеки Уэльса «Художник в Уэльсе», которая проходила в 1952 году. Затем последовал ряд персональных выставок в Абергавенни в 1973 году, Бате в 1989 и 1991 годах, а в 1993 году — ретроспектива в музее и художественной галерее Ньюпорта. Она также выставлялась с South Wales Group и в National Eisteddfod of Wales.
Эван Чарльтон также начал свою карьеру в Уэльсе в качестве преподавателя искусства в Кардиффе, и у пары было несколько совместных выставок. В их число входила крупная ретроспектива «Эван и Фелисити Чарльтон: картины 1937–1986 годов» в Королевской академии Западной Англии в Бристоле. Работы Фелисити Чарльтон хранятся в Музее Ньюпорта, Художественной галерее Глинн Вивиан в Суонси и Национальном музее Кардиффа. Художественная коллекция Нового зала в Кембридже и Общество современного искусства Уэльса также хранят образцы её творчества. Кардиффский столичный университет присуждает ежегодную премию Эвана и Фелисити Чарльтон в память о паре.